# Tigerfell

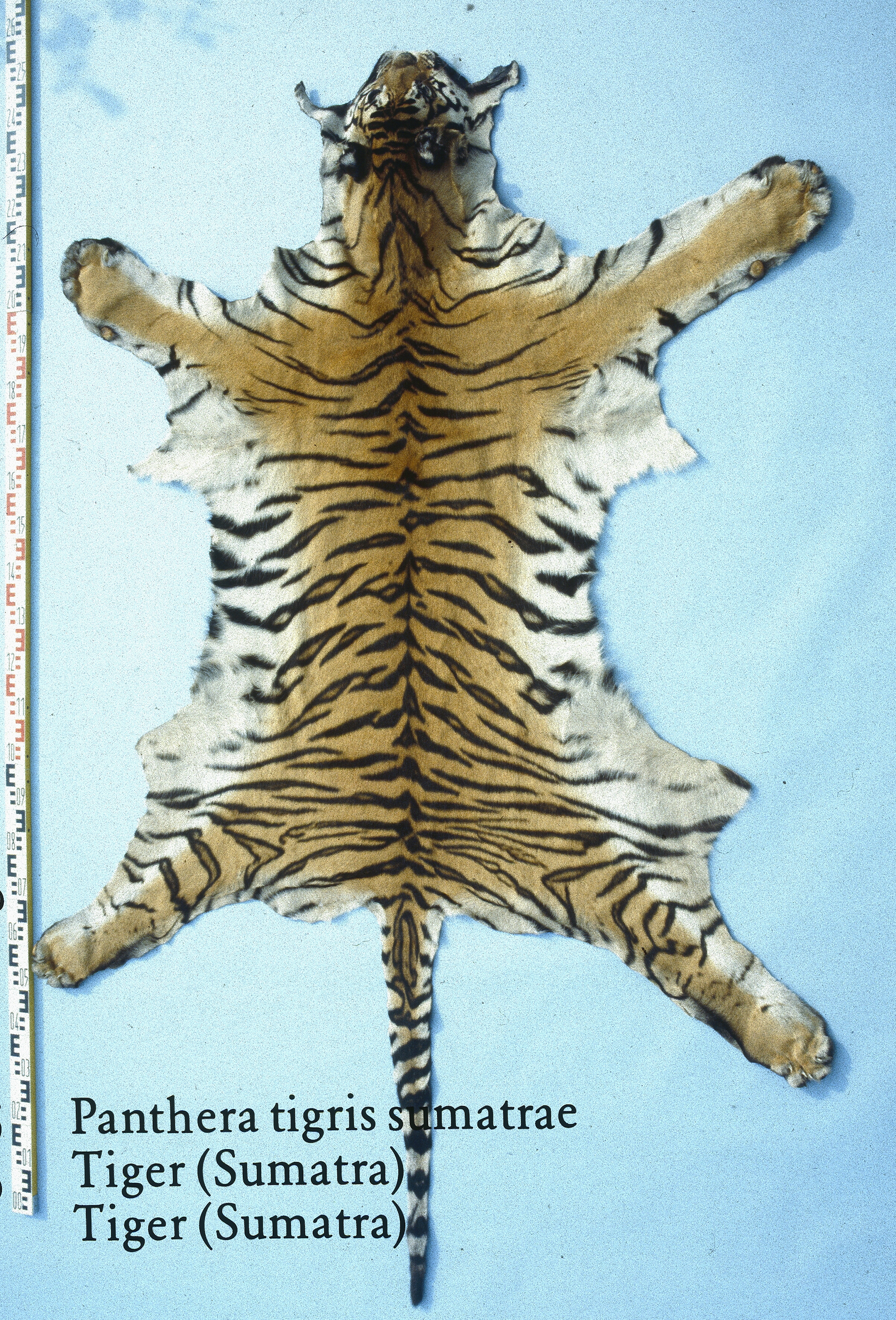
Sumatra-Tigerfell
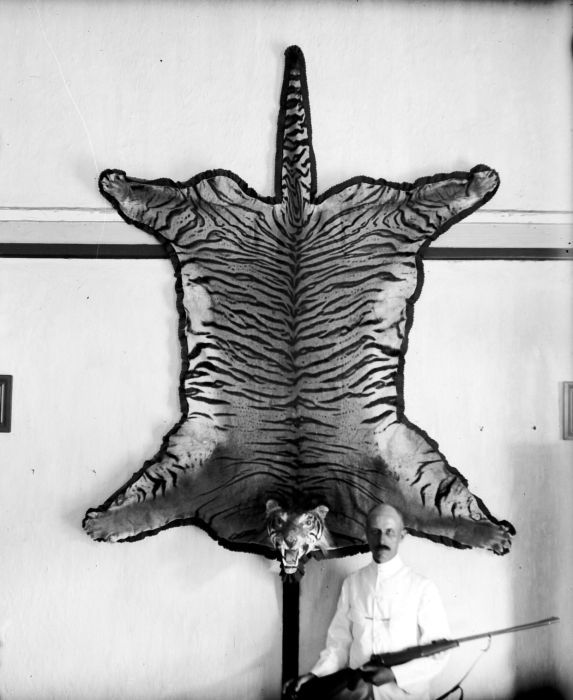
Java-Tigerfell aus Kalitapakduwur (1915), ausgestorben

Der Tiger ist die größte aller lebenden Katzen, in Einzelfällen erreichen männliche Tiger eine Kopfrumpflänge von über drei Metern. Ihr Verbreitungsgebiet umfasst Teile Asiens südlich 52° nördlicher Breite.
Die Grundfarbe des Tigerfelles ist gelbrötlich mit schwarzen Streifen in unregelmäßigen Abständen. Der Ton der Grundfarbe und die Dichte der Streifen variiert im Verbreitungsgebiet. Felle aus südlichen Vorkommen sind stärker pigmentiert als die aus dem Norden. Im Winterpelz wirken die Streifen bei manchen Tigern sogar nur bräunlich. Die hinter dem Ohr befindlichen Flecken sind hell bis weißlich, ebenso Bezirke um die Augen, Körper- und Schwanzunterseite. Selten treten sehr helle Exemplare („weiße Tiger“) und fast schwarze Tiger auf. Die Haarlänge nimmt nach Süden im Verbreitungsgebiet ab. Im Nacken sind die Haare verlängert, bis hin zu einer leichten Mähnenbildung. Der Pelz ist grob und wenig dicht. Der Haarwechsel erfolgt zweimal im Jahr, bei den tropischen Formen ist er nur wenig ausgeprägt.
Nur kurze Zeit wurden Tigerfelle in der westlichen Mode auch für Bekleidungszwecke genutzt, meist wurden sie als Trophäen zu Teppichen und Wandbehängen verarbeitet.
Die noch verbliebenen Vorkommen sind stark dezimiert, die Art wird von der IUCN als stark gefährdet („Endangered“) eingestuft. Nach dem Washingtoner Artenschutzübereinkommen vom 3. März 1973 zählt der Tiger zu den von der völligen Vernichtung bedrohten Tieren, er wird in Anhang I des Abkommens geführt (absoluter Schutz). Tigerfelle und andere Teile des Tieres dürfen nicht mehr gehandelt werden.

## Unterscheidung nach Herkommen

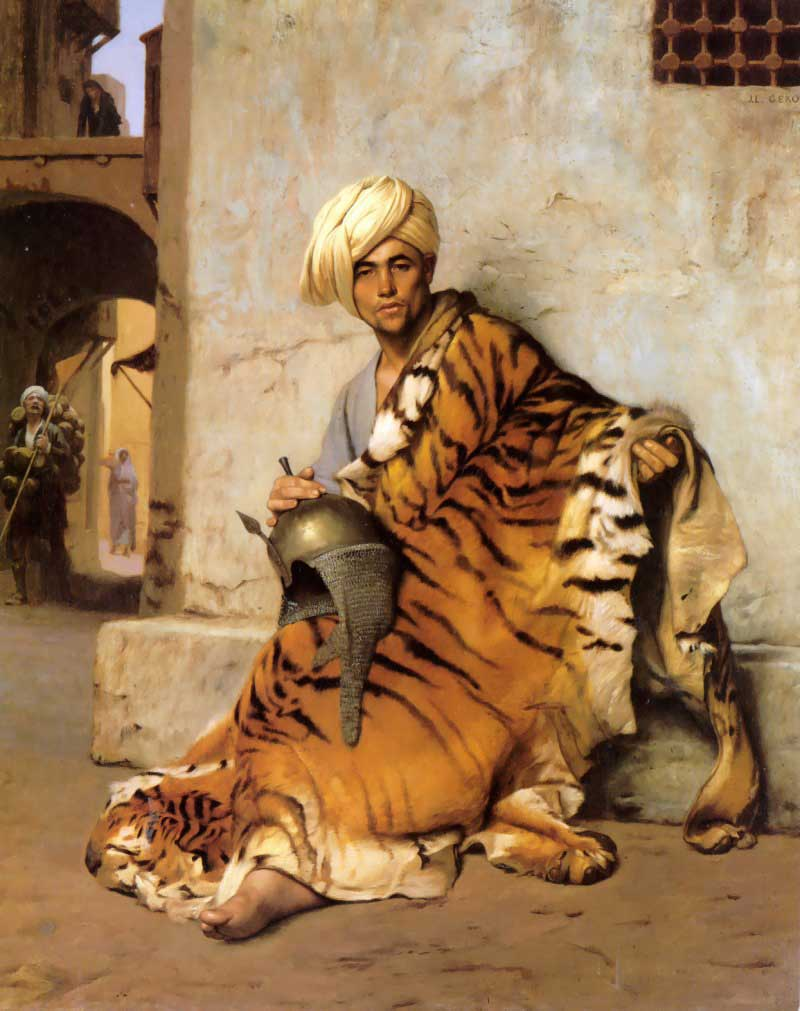
Fellanbieter in Kairo (1869)

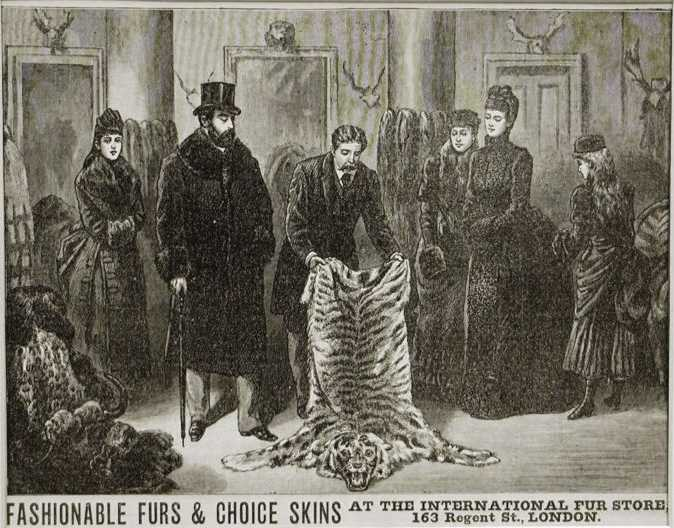
Verkäufer mit Tigerfell (London, 1886)

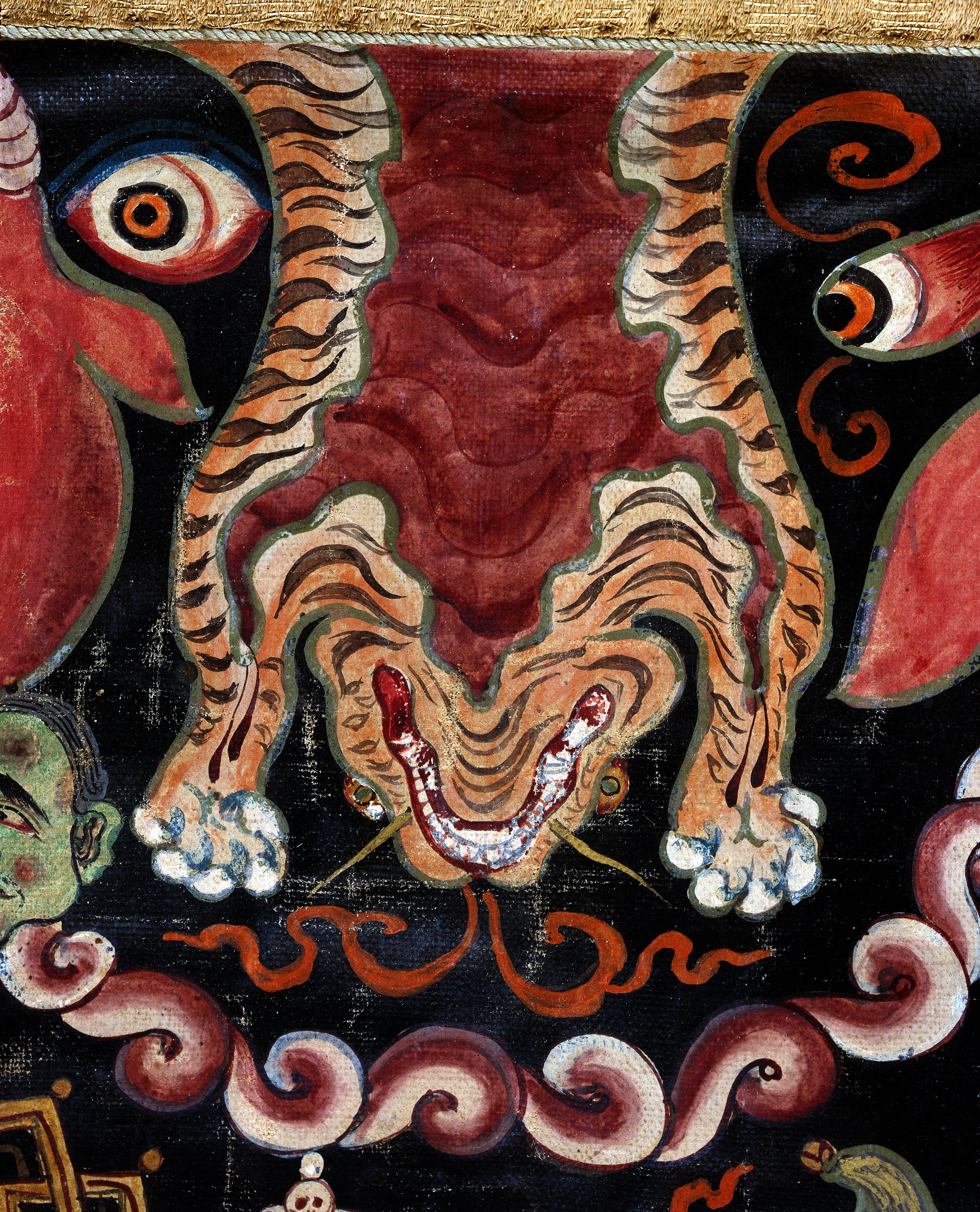
Tigerfell als Attribut des tibetanischen sechsarmigen Yeshe Gönpo

- Sibirischer Tiger

Das Verbreitungsgebiet des Sibirischen Tiger oder Amurtigers reichte früher vom Baikalsee bis nach Korea und Sachalin. Heute ist es auf einen schmalen Küstenstreifen am Japanischen Meer im Grenzgebiet zwischen Nordkorea, China und Russland beschränkt, das Hauptverbreitungsgebiet ist der ferne Osten Russlands. Dort erstreckt sich sein Vorkommen durch die Region Primorje (Primorski krai) bis in die südlichen Teile der Region Chabarowsk. Der Fluss Amur bildet heute die maximale Westgrenze seines Verbreitungsgebietes.
Der Sibirische Tiger ist der allergrößte Vertreter seiner Gattung mit einer Kopfrumpflänge von 1,40 bis 2,80 Meter, hinzu kommt der Schwanz mit 60 bis 95 Zentimeter. Das dichte Fell ist langhaarig, hellgelblich, das Winterfell fast ohne rote Tönung. Die Wamme ist weiß bis hoch in die Flanken. Der Sibirische Tiger ist meist deutlich heller als die südlichen Unterarten, wobei die Farbtönungen erheblich variieren können, so kommen auch Tiere mit dunkel-rötlichem Winterfell vor. Das Weiß am Bauch und an den Ansätzen der Flanken ist ausgedehnter als bei anderen Unterarten, die Streifen sind oft nicht überall schwarz, sondern oft eher schwarzgrau oder graubraun.
Die Haarlänge beträgt am Rücken im Sommer 15 bis 17 mm, am Bauch zwischen 25 und 45 Millimeter. Das Nackenhaar ist meist verlängert und hat eine Länge zwischen 30 und 55 Millimeter. Die Backenbarthaare messen zwischen 70 und 85 Millimeter und sind im Vergleich zum Sumatra-Tiger, der kleinsten Tiger-Unterart, deutlich kürzer. Das Winterhaar ist mit 40 bis 60 Millimeter erheblich länger, die Bauchhaare haben eine Länge von 70 bis 105 Millimeter und die Backenbarthaare erreichen 90 bis 120 Millimeter. Auch die Haare an Brust und Kehle sind verlängert, so dass das Fell aufgrund der recht langen Behaarung ein „zottiges“ Aussehen hat. Beim Sibirischen Tiger stehen auf einem Quadratzentimeter am Rücken 2500 Haare, am Bauch nur 700 Haare. Auf ein Deckhaar kommen 1,4 Wollhaare. Der Haarwechsel erfolgt von März bis April und von September bis Oktober.
- Chinesischer Tiger

Der Chinesische Tiger ist von allen Tigerunterarten am stärksten vom Aussterben bedroht. Ursprünglich war er im größten Teil Chinas verbreitet, noch zu Beginn 20. Jahrhundert lebte er in großen Teilen Südchinas. Die Nordgrenze, an der er vom Amurtiger abgelöst wurde, lag etwa beim 40. Breitengrad. Im Süden stieß er im nördlichen Guangxi, Yunnan und Guangdong an das Gebiet des Indochina-Tigers, im Westen kam er entlang der Gebirgstäler bis weit in den Westen Mittelchinas vor. Er lebt heute nur noch in den Bergen der chinesischen Provinzen Guangdong, Fujian, Hunan, Jiangxi und Zhejiang.
Das Fell des Chinesischen Tigers ist kleiner, die Gesamtlänge (einschließlich Schwanz) großer Männchen beträgt im Schnitt 2,50 bis 2,65 Meter, die der Weibchen liegt bei 2,30 bis 2,40 Meter, die Kopfrumpflänge der Männchen beträgt etwa 1,60 bis 1,75 Meter.
Die Färbung des Chinesischen Tigers ist rötlich ocker, fast rostbraun, rötlicher als beim Königstiger. Auch ist das Weiß an Gesicht und Unterseite weniger ausgedehnt und geht bei einigen Tieren in cremefarben über. Die recht breiten, tiefschwarzen Streifen liegen relativ weit auseinander. An den Flanken sind sie meist doppelt und zerfallen am unteren Ende oft in Flecken. Auch die Schwanzringe sind breit und oft doppelt.
Das Haar ist ähnlich lang wie beim Bengaltiger, allenfalls das Winterfell der nördlichen Populationen kann etwas länger sein. Nur wenige Felle haben ein verlängertes Nackenhaar.
- Indochinesischer Tiger

Das Zentrum des Verbreitungsgebietes des Indochinesischen Tigers ist Thailand. Weitere Länder, in denen der Indochinesische Tiger zu finden ist, sind Kambodscha, Laos, der westliche Teil Myanmars und Vietnam. Im Süden Chinas dürfte die Unterart in den letzten Jahren ausgestorben sein. Die sehr geringen heutigen Populationen befinden sich auf Laos, Myanmar (West), Kambodscha, Thailand und Vietnam.:
Männchen können eine Gesamtlänge (mit Schwanz) von 2,55 bis 2,75 Meter erreichen, Weibchen 2,30 bis 2,55 Meter. Das Fell des Indonesischen Tigers ist heller als das des Chinesischen Tigers, aber dunkler als der Indische und hat zahlreiche, eng stehende Streifen. Die Grundfärbung ist rötlich bis ockerbraun. Die weiß gefärbten Bereiche in den unteren Körperabschnitten und um die Augen entsprechen denen des Königstigers. Die Streifen sind zahlreich, ziemlich kurz und schmal und im Allgemeinen rein schwarz.
- Java-Tiger

Der ehemals auf der indonesischen Insel Java beheimatete Java-Tiger gilt als in den 1980er Jahren ausgestorben. Ursache waren vor allem unruhige politische Verhältnisse und eine extrem vergrößerte Landnutzung sowie die damit verbundenen Konflikte mit der dort lebenden Bevölkerung.
Java-Tiger waren im Vergleich zu den Verwandten des Festlands sehr klein, aber größer als eine andere Inselform, dem Bali-Tiger (wahrscheinlich Anfang der 1940er Jahre ausgerottet). Felle männlicher Tiere hatten eine Kopfrumpflänge von 2,00 bis 2,45 Meter, weibliche Tiere waren kleiner. Die Musterung bestand aus langen dünnen Streifen, die etwas zahlreicher waren als beim benachbarten Sumatra-Tiger, der einzigen noch lebenden Inselform des Tigers.
- Indischer Tiger, oft auch Bengal- oder Königstiger

Vom Indischen Tiger gibt es wesentliche Vorkommen nur noch in Indien, kleine Populationen in Bangladesch, Nepal und Bhutan, in Pakistan ist er ausgestorben.
Der Indische Tiger ist zwar kleiner als der Sibirische aber besonders eindrucksvoll gezeichnet. Der männliche Königstiger wird, von der Schnauzen- bis zur Schwanzspitze gemessen, zwischen 2,70 und 3,10 Meter lang, in Ausnahmefällen über 3,60 Meter, die Weibchen erreichen 2,40 bis 2,70 Meter.
Die Grundfarbe des Fells ist leuchtend rot-gold. Die Bauchseite sowie die Beininnenseiten sind weiß. Die relativ breiten, schwarzen Querstreifen ziehen sich vom Kopf über den ganzen Körper hin bis zur Schwanzspitze, sie liegen enger beieinander als beim Chinesischen Tiger. Auch die Hinterbeine sind in gleicher Weise gestreift. Häufig sind die Streifen verdoppelt und auf den Seiten und Schenkeln besonders lang. Der Schwanz weist 8 oder 9 Ringe auf, sie sind recht breit und ebenfalls oft verdoppelt.
Nur beim Königstiger kommen in der Natur vereinzelt die sogenannten „Weißen Tiger“ vor. Alle in Gefangenschaft lebenden Weißen Tiger gehen auf den Tiger „Mohan“ zurück, der 1951 als Jungtier während einer Jagd von Martand Singh, dem Maharaja von Rewa, im Dschungel von Bandhavgarh entdeckt wurde, alle gezüchteten Weißen Tiger sind seine Nachkommen. Die gezüchteten Abarten „Schneetiger“ (ganz weiß), „Goldener Tiger“ (gelb mit blassen Streifen) usw. gehen ebenfalls auf ihn zurück.
Eine weitere, ebenso extrem seltene Farbvariante ist der „Schwarze Tiger“, von dem ebenso wie vom Weißen Tiger in Legenden und in der chinesischen Mythologie berichtet wird. Es handelt sich dabei um eine Überpigmentierung beziehungsweise eine extreme Ausprägung der schwarzen Streifen im Vergleich zur Grundfarbe, die das Fell fast schwarz erscheinen lassen. Eine ähnliche Überpigmentierung findet sich beispielsweise beim Gepardfell.
Die Haarlänge des Königstigers beträgt beim Sommerfell 8 bis 15 Millimeter, am Bauch zwischen 20 und 30 Millimeter. Im Nacken weist das Haar keine größeren Unterschiede auf, hier wurden 20 bis 66 Millimeter gemessen. Der Backenbart hat eine Länge von 50 bis 90 Millimeter. Im Winter hat das Haar im Rücken eine Länge zwischen 17 und 25 Millimeter. Auch die Nacken- und Backenbarthaare sind im Winter zwischen 5 und 10 Millimeter länger.
- Sumatra-Tiger

Der Sumatra-Tiger lebt nur auf der indonesischen Insel Sumatra und ist damit die am südlichsten vorkommende, noch lebende Unterart des Tigers. Einst war der Sumatra-Tiger auf der gesamten Insel verbreitet. Heute lebt er geschützt im Nationalpark Barisan Selatan, einige Exemplare befinden sich im Nationalpark Bukit Tigapuluh, über die Vorkommen im Gunung-Leuser-Nationalpark im Norden Sumatras liegen keine aktuellen Informationen vor.
Das Sumatra-Tiger ist die kleinste noch lebende Unterart des Tigers. Felle männlicher Tiere haben eine Gesamtlänge (mit Schwanz) von 240 bis 250 Zentimeter. Die Gesamtlänge der Felle weiblicher Tiere liegt zwischen 215 und 230 Zentimeter.
Das Fell hat wie die anderen insularen, südlichen Unterarten eine sehr kräftige Fellgrundfarbe. Diese variiert von einem sehr dunklen Orange bis hin zu rötlich-dunkelockerfarben. Die helle Färbung des Sumatra-Tigers an Bauch oder den Beininnenseiten ist nie rein weiß wie beispielsweise beim Königstiger oder beim Sibirischen Tiger, sondern eher cremefarben. Meist ist das Fell dichter gestreift als beim Indischen Tiger. Der sehr dunkle Gesamteindruck wird durch die Streifen noch verstärkt, die tiefschwarz, sehr breit und zum Teil verdoppelt oder sogar verdreifacht sind. Die Streifenzeichnung geht wie bei allen südlichen Arten zum Ende teilweise in Flecke über. Die Musterung ist auch an den Vorderbeinen stark ausgeprägt. Im Vergleich hierzu haben die Festlandunterarten an den Vorderbeinen eher selten ein oder zwei Querstreifen, während diese beim Sumatra-Tiger regelmäßig vorhanden sind. Im Vergleich zu anderen Unterarten des Tigers weist der Sumatra-Tiger an der Innen- und Hinterseite der Vorderbeine ausdrucksvollere und dichtere Streifen auf. Die Anzahl der Schwanzringe beträgt acht bis zehn, wobei diese meist verdoppelt sind. Die Schwanzwurzel hat eine verlängerte Zeichnung und besteht aus zwei bis drei unregelmäßigen Streifen oder Ringen.
Das Haar des Sumatra-Tigers ist kurzhaarig, es hat eine Länge von 8 bis 11 Millimeter, wobei bei den männlichen Tieren im Nacken oft eine Mähne angedeutet ist. Die Länge der Nackenhaare liegt zwischen 110 und 130 Millimeter, und auch das Brusthaar ist vergleichsweise länger als am übrigen Körper. Der Backenbart, dessen Haarlänge 80 bis 120 Millimeter betragen kann, ist bei dieser Unterart besonders ausgeprägt und unterstreicht damit den mähnenartigen Gesamteindruck des Felles.
- Kaspischer Tiger

Auch der Kaspische Tiger ist etwa in den 1990er Jahren, beginnend im späten 19. Jahrhundert, endgültig ausgestorben, wie inzwischen als gesichert angenommen wird. Im 19. Jahrhundert lebte er im Talysch-Gebirge und in den Lenkoraner Niederungen, in den Niederungen von Prischib, den östlichen Ebenen von Transkaukasien und in der Zangezur-Gebirgskette im Nordwesten Irans, in Mittelasien im Südwesten Turkmeniens entlang des Flusses Atrak und seinen Nebenflüssen Sumbar und Tschandyr, im Westen und Südwesten der Kopet-Dag-Gebirgskette, in der Umgebung von Aşgabat in den nördlichen Vorbergen, in Afghanistan entlang des Flusses Hari Rud bei Herat, in der Region um Tejen und Murgab entlang der Flüsse Kuschka und Kaschan, im Delta des Amudarja bis zum Aralsee, entlang des Syrdarja, im Ferganatal bis nach Taschkent und in die westlichen Ausläufer des Talas-Alatau, entlang der gesamten Küste des Aralsees, entlang der Flüsse Tschüi und Ili, entlang der Südküste des Balchaschsees und im Norden bis in die südlichen Ausläufer der Altai-Berge.
Er war weniger massiv im Körperbau als der Sibirische Tiger, die Gesamtlänge betrug etwa 2,70 Meter, bei einer Kopfrumpflänge von 1,78 bis 1,97 Meter, bei weiblichen Tieren 2,60 bis 2,80 Meter bei einer Kopfrumpflänge von 1,50 bis 1,65 Meter.
Das Fell des Kaspischen Tigers glich in der Färbung dem Königstiger. Im Vergleich zum Indischen Tiger hatte er schmalere, längere und noch enger verteilte dunkle Streifen, an den Seiten bräunlich. Die Streifen waren heller als bei allen anderen Unterarten. Das Haar war lang und dicht, besonders die Bauchmähne war sehr lang. Auch in der Zoohaltung hat kein Kaspischer Tiger überlebt, so dass nur wenige Fotografien, wenige präparierte Exemplare und einige Felle als Zeugnisse verblieben sind.

## Geschichte, Handel
Die anfallenden Tigerfelle dienten die meiste Zeit hauptsächlich als Trophäen, sie wurden als solche zu Teppichen und Wandbehängen verarbeitet. In früheren Jahrhunderten wurden auch Felle der gefleckten Großkatzen (Leopard oder Panther, Jaguar) häufig als Tigerfelle bezeichnet.
Weitere Verwendungen für Tigerfelle waren um 1800: Pferdedecken in Persien, Überzüge über Polster in China, auch als Unterlage der Richterstühle der Mandarine, in Polen Kleiderfutter, im übrigen Europa fanden Tigerfelle, neben Leopardenfellen, für Pferdedecken der Kavallerie häufiger Verwendung. Teils wurden sie zum Überziehen von Wagen und Sänften gebraucht. Chinesische Tigerfelle gelangten jedoch nur selten in den internationalen Handel, sie wurden im Land selbst genutzt. 1785 nennt die Einfuhrliste des an der chinesischen Grenze gelegenen russischen Handelsortes Kiachta allerdings als einzige Einfuhr an Pelzwerk Panther und Tiger, während in umgekehrter Richtung große Mengen Felle gehandelt wurden. Die „Yenbans“ der herrschenden Klasse Koreas hatten häufig ein Tigerfell über ihren Ehrensitz gebreitet. Insbesondere im indischen Benares machte man aus den Tigerpfoten sehr schöne Broschen und Ohrringe. Der Rauchwarenhändler Emil Brass berichtete, dass die Tigerkrallen in China als Amulette sehr beliebt waren. Wenn man ein Tigerfell gekauft hatte, musste man sehr aufpassen, dass einem die Pfoten nicht unter den Händen weg gestohlen wurden.
Zu Beginn des Zweiten Weltkrieges (1939–1945) gab es im damaligen Weltzentrum des Pelzhandels, dem Leipziger Brühl, nur einige Firmen, die sich der Naturalisation von Fellen der Großkatzen, Bären usw. widmeten. Die Geschäftsmöglichkeiten für den Handel und die Verarbeitung dieser Felle war gering. Für militärische Zwecke fanden Leoparden und Tigerfelle jedoch Verwendung. In Österreich-Ungarn gebrauchte man für hochrangige Militärs Schabracken aus Tiger- und Leopardenfell, in Ungarn für die Husarenuniform sowie für Angehörige der Königlichen Leibgarde. In einigen Ländern trugen im 18. Jahrhundert die Offiziere als Auszeichnung an besonderen Tagen und zur Gala ein den Rücken bedeckendes Tigerfell oder Leopardenfell, so auch die Offiziere Ziethen-Husaren der Preußischen Armee. An der Brust wurde das Fell durch einen Metallverschluss zusammengehalten.
Verbesserte Pelzzurichtungsmethoden machten es seit etwa 1950 möglich das Leder dünner und leichter zu gerben, so dass Tigerfelle auch zu Jacken und Mänteln verarbeitet werden konnten. Zwar sollen um 1950 einige tausend Felle in den Handel gekommen sein, der geringere Teil wurde zu der Zeit wahrscheinlich davon zu Bekleidung verarbeitet. Die Nachfrage nach dem Fell mit seiner prägnanten und auffallenden Streifung hielt sich zwar auch weiterhin in engeren Grenzen, doch sehr bald mahnte ein Fachbuch der Pelzbranche unmissverständlich, dass die Verarbeitung dieser bereits vom Aussterben bedrohten Art unverantwortlich sei. 1971 gab dann die International Fur Trade Federation eine als „völliges Verbot“ ausgesprochene Empfehlung, Tigerfelle nicht mehr zu verkaufen. Seit dem 3. März 1973 ist der Handel in den dem Washingtoner Artenschutzübereinkommen angeschlossenen Staaten kraft Gesetz verboten.
Ein Artikel des Spiegels aus dem Jahr 2005 berichtet, dass zu der Zeit neben anderen Raubkatzenfellen auch Tigerfelle, zumeist aus Indien, nach Tibet geschmuggelt und dort offen angeboten wurden. Diese Pelze sind in Tibet fester Bestandteil alter Rituale: Die Felle werden dort in traditionelle Kostüme, den sogenannten Chubas, eingearbeitet, früher nur ein Schmuck von Königen und reichen Kriegsherren. Auch kennzeichnen um die Hüften geschwungene Tigerfelle in Tibet traditionell die furchterregend scheinenden buddhistischen Schutzgottheiten. Das Tigerfell gilt dort auch als Attribut des Dhamartala, „der als Laienanhänger der buddhistischen Lehre die sechzehn Arhats begleitete, die als Heilige verehrt“ werden.
Eines der wesentlichen Attribute des hinduistischen Gottes Shiva ist ein Lendenschurz aus Tigerfell.

Verwendung von Tigerfellen
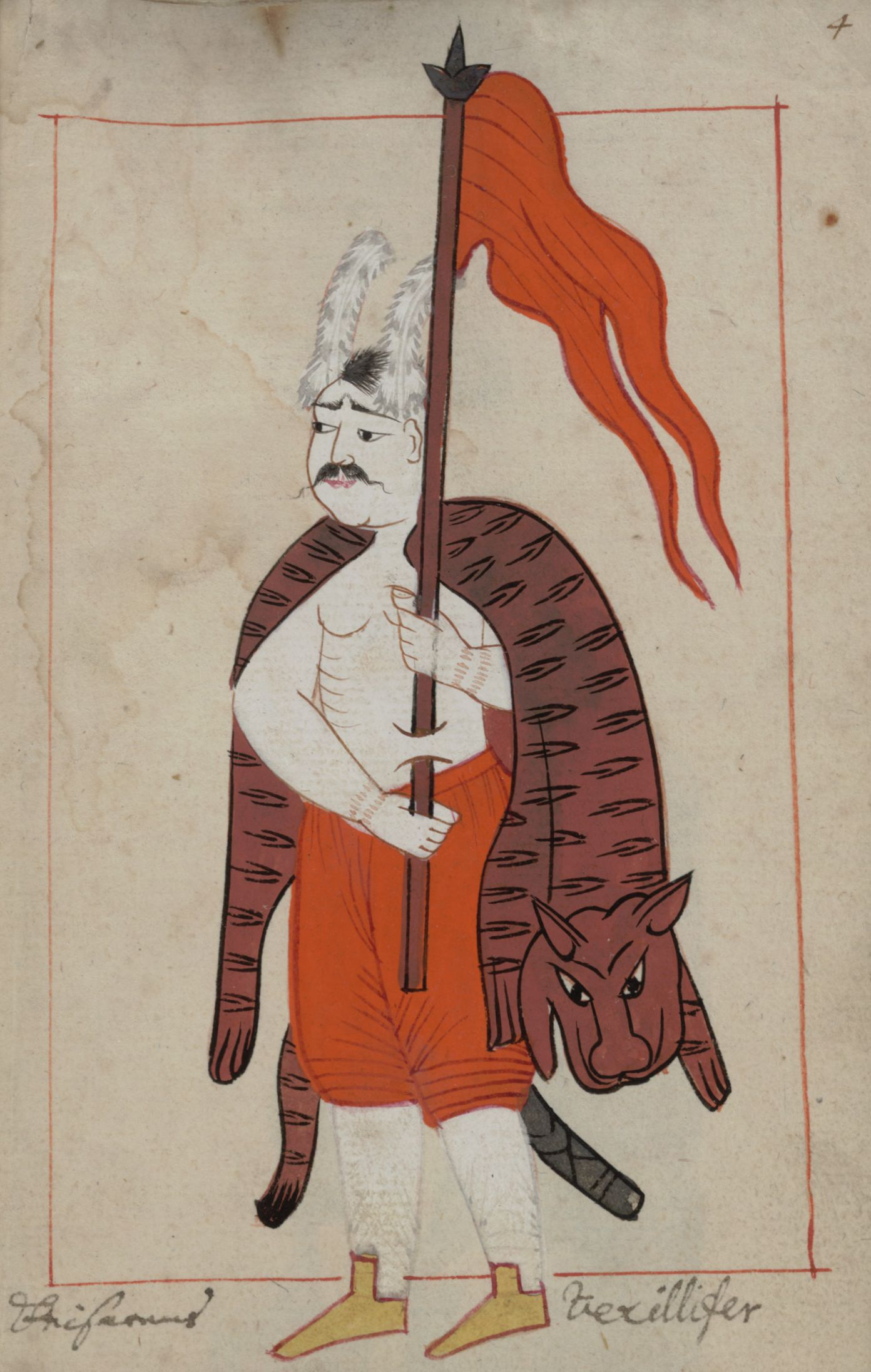
Türkischer Fahnenträger mit umgehängtem Tigerfell (vor 1697)
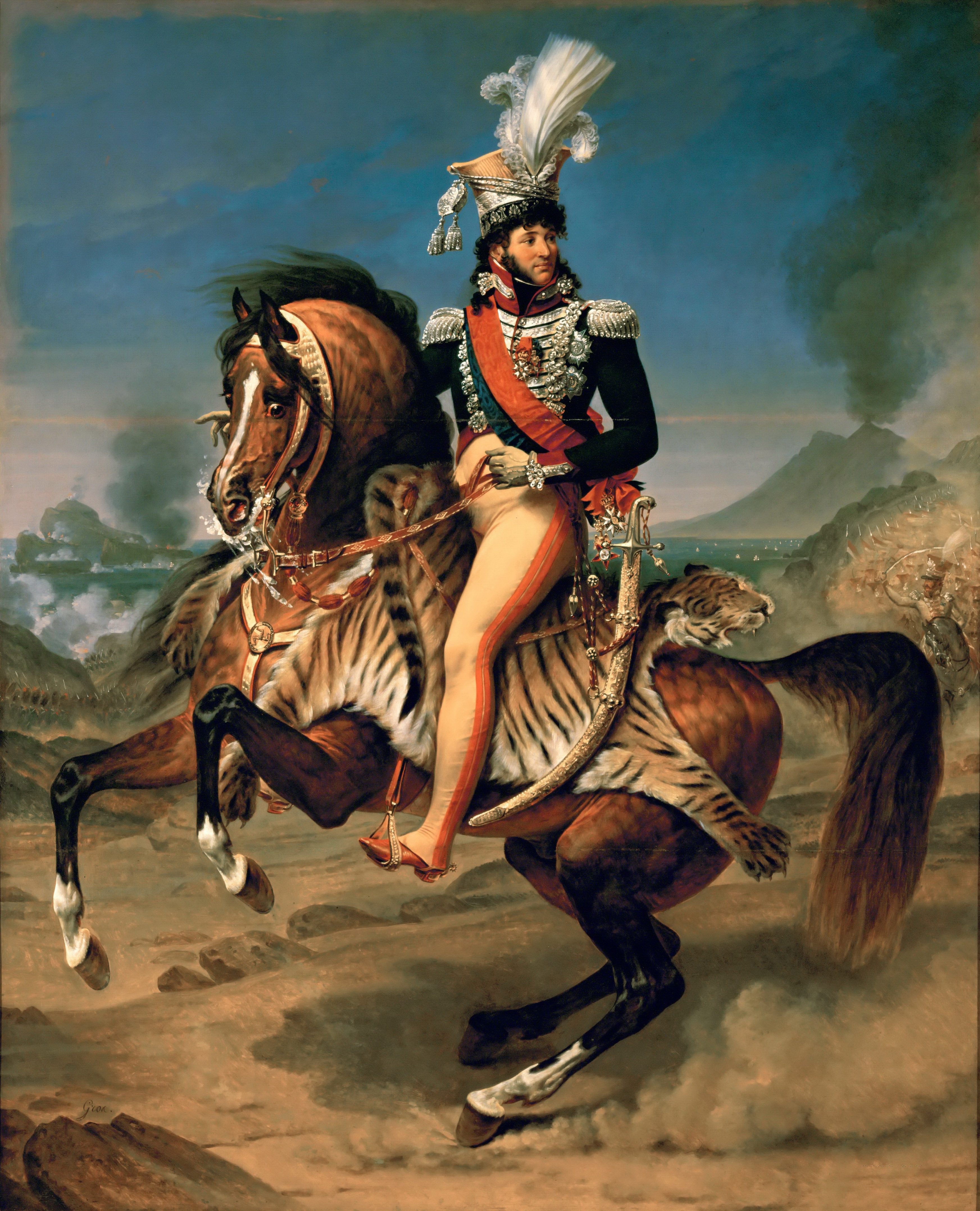
Satteldecke (Frankreich, etwa 1812)
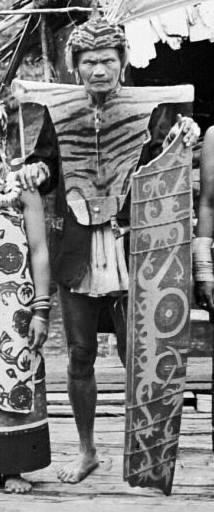
Dajak-Krieger mit Tigerfell-Cape (undatiert)
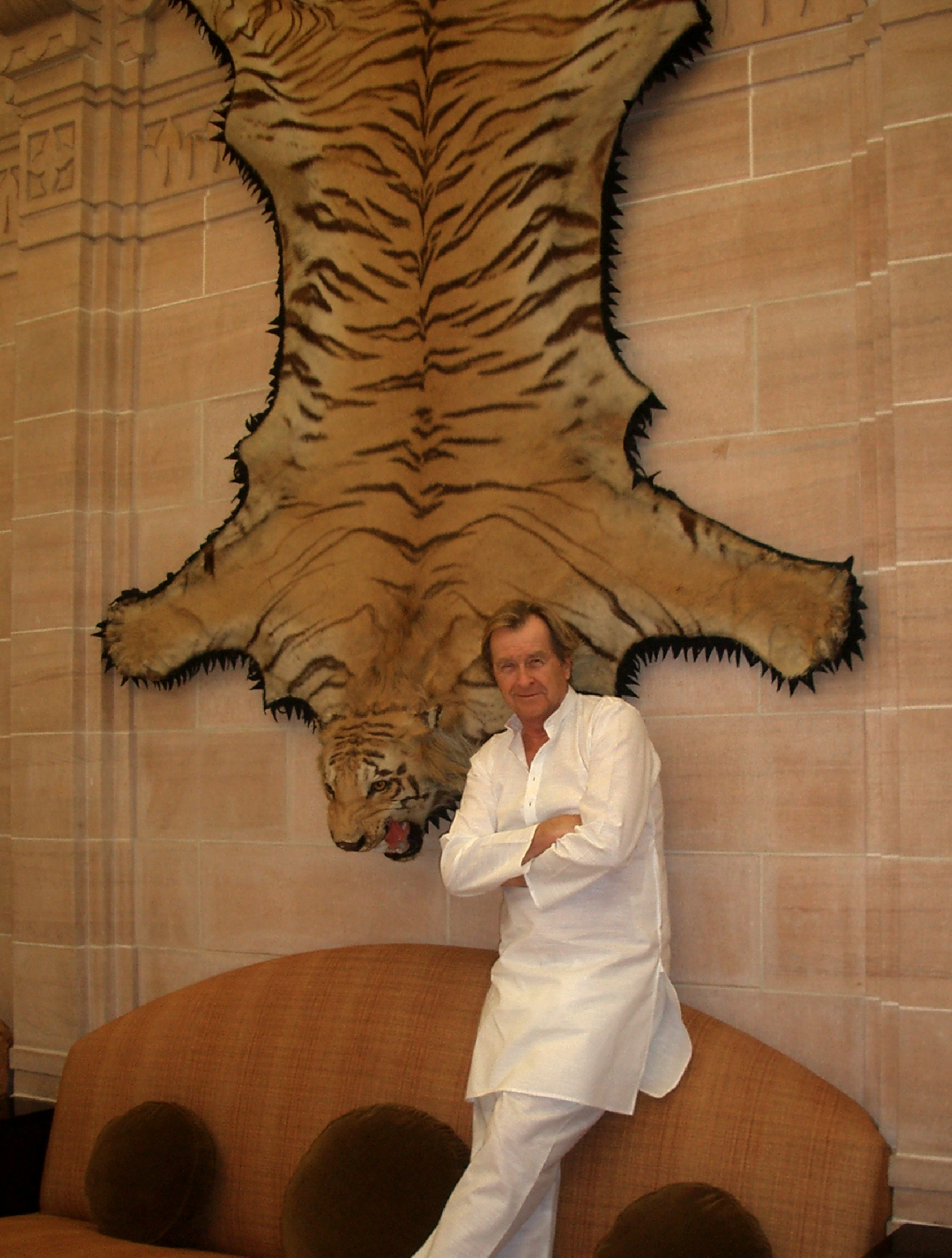
Wandbehang (Foto 2014)
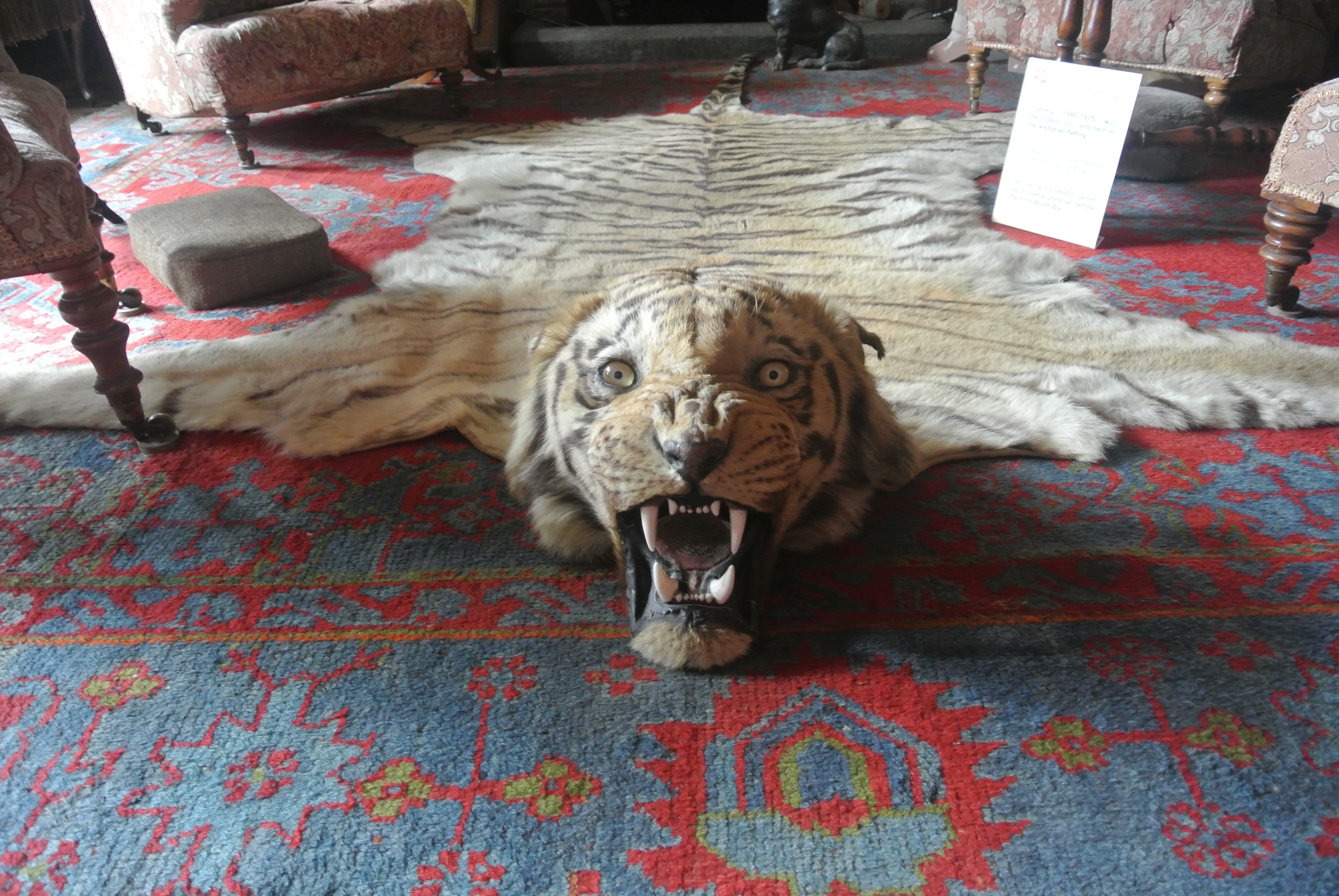
Vorleger (Foto 2014)

## Zahlen, Fakten
- 1864 gab der Leipziger Rauchwarenhändler Heinrich Lomer den Großhandel mit Tiger- und Löwenfellen mit 500 Stück an.[11]
- 1900 gaben Larisch und Schmidt für Asien 500 Felle, für Afrika 250 Felle an. Allerdings gibt es nur in Asien Tiger, so dass sich die für Afrika angegebene Zahl nur auf Felle von Leoparden oder Geparden (Jagdleoparden) beziehen kann. Andererseits betont OKEN, Säugethiere Band 2 (1838), dass der Panther in Afrika Tiger heißt. Möglicherweise sind Pantherfelle bzw. Leopardenfelle damals als Tigerfelle gehandelt worden.[11]
- Für 1907 nannte Emil Brass einen durchschnittlichen Jahresanfall von 500 Tigerfellen;

für 1923 bis 1924 jährlich 300 Felle.
Abweichend von dieser Zahl (300 Felle) gab Brass für die wichtigeren Gegenden (Provenienzen) jedoch folgende Mengen an, die dem europäischen Großhandel zugeführt wurden:
Sibirischer Tiger; 50 bis 100 Felle
Nördlicher Tiger, Mandschu-Tiger; 200 Felle; Preis je Fell 600 bis 1500 Mark
Hankow-Tiger; Preis je Fell 200 bis 500 Mark
Südlicher Tiger, Amoy-Tiger; 300 Felle; je 150 bis 200 Mark
Korea-Tiger; 30 bis 40 Felle; je 250 bis 500 Mark
Bengal-Tiger. In den Handel sind nur wenig Felle gekommen. Europäische Jäger behielten die Beute als Trophäe. Von einheimischen Jägern erbeutete Felle wurden in Basaren (Kalkutta, Delhi usw.) meist an Touristen verkauft.
Kaspischer – Persischer Tiger; mehrere 100 Felle
- 1913: Die angesehene Leipziger Rauchwarenhandelsfirma Heinrich Lomer bot in ihrem Preis-Verzeichnis Winter 1913/1914 an:

| Königstiger.                       | Königstiger.                    |
| Komplett mit Nasen und Krallen.    | Komplett mit Nasen und Krallen. |
| ---------------------------------- | ------------------------------- |
|                                    | M. pr. Stück                    |
| Extrafeine, extragrosse rauche     | 900 – 1200                      |
| do. grosse rauche                  | 700 – 850                       |
| Feine grosse rauche                | 550 – 650                       |
| Grosse mittelrauche                | 350 – 450                       |
| Mittelgrosse feine                 | 350 – 450                       |
| Grosse flachere                    | 225 – 300                       |
| Geringere und kleinere             | 150 – 200                       |
| Unkomplette entsprechend billiger. |                                 |

## Belege
1. 1 2 3 4  Heinrich Dathe, Paul Schöps, unter Mitarbeit von 11 Fachwissenschaftlern: Pelztieratlas. VEB Gustav Fischer Verlag Jena, 1986, S. 221–223.
2. 1 2 3 4 5 6  Christian Franke/Johanna Kroll: Jury Fränkel´s Rauchwaren-Handbuch 1988/89. 10. überarbeitete und ergänzte Neuauflage, Rifra-Verlag Murrhardt, S. 93–94 (nach Zahlen aus Mitteilungen des World Wildlife Fund).
3. 1 2 3 4 5  V. Mazák: Panthera tigris. (Memento vom 9. März 2012 im Internet Archive) (PDF; 1,1 MB) In: Mammalian Species. 152 (1981), S. 1–8. (englisch)
4. ↑  Panthera tigris ssp. corbetti in der Roten Liste gefährdeter Arten der IUCN 2010.4. Eingestellt von: Lynam, A.J. & Nowell, K., 2010. Abgerufen am 2. Dezember 2012.
5. ↑  Mazák, J.H., Groves, C.P. (2006) A taxonomic revision of the tigers (Panthera tigris). Mammalian Biology 71 (5): 268–287 voller Text als pdf (Memento vom 6. September 2007 im Internet Archive)
6. 1 2  Thorsten Milse, Uta Henschel: Die Augen des Dschungels. Im Reich des Indischen Tigers., S. 181
7. ↑  Johnson, P. (1991) The birth of the Modern World Society, 1815–1830. HarperCollins Publishers, New York. ISBN 0-06-016574-X
8. ↑  V. G. Geptner, A. A. Sludskii (1972) Mlekopitaiuščie Sovetskogo Soiuza. Vysšaia Škola, Moskva. (Original in Russisch; Englische Übersetzung: V. G. Heptner et al. (1992) Mammals of the Soviet Union. Volume II, Part 2: Carnivora (Hyaenas and Cats). Smithsonian Institute and the National Science Foundation, Washington DC). Seiten 95–202.
9. ↑  J. A. N.: Leather, Saddlery and Harness, Skins, Fur, and Hair. In  Great exhibition of the works of industry of all nations, 1851: official descriptive and illustrated catalogue, S. 532 (englisch). ETH-Bibliothek Zürich. Abgerufen am 22. März 2022.
10. ↑  Sessel chinesischer Amtsträger mit Tigerfellen.
11. 1 2 3 4 5 6  Paul Schöps: Fellwerk der Großkatzen. In: Das Pelzgewerbe Neue Folge Jg. XXI Nr. 2, Hermelin-Verlag Dr. Paul Schöps, 1971, S. 3–16.
12. ↑  D. Johann Heinrich Moritz Poppe: Johann Christian Schedels neues und vollständiges Waaren-Lexikon. Zweiter Teil M bis Z, Vierte durchaus verbesserte Auflage, Verlag Carl Ludwig Brede, Offenbach am Mayn 1814. S. 499.
13. ↑  Paul Schöps: Fellwerk der Großkatzen. Primärquelle: G. H. Buse: Das ganze der Handlung. Erfurt 1801, IV. Band, I. Theil, S. 110–110.
14. ↑  Emil Brass: Aus dem Reiche der Pelze. 2. verbesserte Auflage, Verlag der „Neuen Pelzwaren-Zeitung und Kürschner-Zeitung“, Berlin 1925, S. 473–482.
15. ↑  Alexander Tuma: Pelz-Lexikon. Pelz- und Rauhwarenkunde. XXI. Band. Verlag Alexander Tuma, Wien 1951. Stichwort „Tiger“.
16. ↑  Fritz Schmidt: Das Buch von den Pelztieren und Pelzen. F. C. Mayer Verlag, München 1970, S. 159.
17. ↑  spiegel.de: Pelze für Protze. Heft Nr. 40, 1. Oktober 2005.
18. ↑  Birgitta Huse, Irmgard Hellmann de Manrique, Ursula Bertels: Menschen und Tiere weltweit. Einblicke in besondere Beziehungen (Google eBook). Waxmann Verlag, 2011, S. 221. Abgerufen am 11. Februar 2015.
19. ↑  Śiva, der asketische Gott. Erläuterungstafel in der asiatischen Abteilung des Linden-Museums Stuttgart. Nach einer Kopie vom 28. Dezember 2016.